# Ronald Kreer
Ronald Kreer (* 10. November 1959 in Delitzsch) ist ein ehemaliger deutscher Fußballspieler. In der höchsten Spielklasse des DDR-Fußballs, der Oberliga, spielte er für den 1. FC Lokomotive Leipzig. Beim damaligen Europapokalfinalisten zählte er in den 1980er-Jahren zu den prägenden Akteuren. Der Außenverteidiger bestritt 65 Partien in der DDR-Nationalmannschaft, davon die letzten sechs als Kapitän.

## Sportliche Laufbahn

### BSG-, Club- und Vereinsstationen
Ronald Kreer spielte in seiner Jugendzeit für die BSG Lokomotive Delitzsch und den 1. FC Lokomotive Leipzig, dem er seit 1971 angehörte. Mit der Nachwuchsoberligamannschaft des Leipziger Fußballclubs gewann er 1977/78 den Meistertitel.
Für den 1. FC Lok Leipzig spielte Kreer ab der Saison 1978/79 mit der 1. Männermannschaft in der DDR-Oberliga. In 241 Erstligaspielen erzielte er dabei 10 Treffer. Mit den Leipzigern gewann er außerdem zweimal den FDGB-Pokal und stand bei 27 Europapokalpartien auf dem Feld. In der Saison 1986/87 erreichte er mit den Sachsen das Endspiel im Europapokal der Pokalsieger, das er mit seiner Mannschaft gegen Ajax Amsterdam mit 0:1 verlor.
1991/92 spielte Ronald Kreer noch eine Saison mit dem VfB Leipzig in der 2. Bundesliga, bevor er seine Karriere beim FC Sachsen Leipzig in der damals drittklassigen NOFV-Amateur-Oberliga ausklingen ließ.

### Auswahleinsätze
Bei den Jugendwettkämpfen der Freundschaft, im Jahr 1977 in Ungarn ausgetragen, belegte er mit der U-18 der DDR den 4. Rang. Für das UEFA-Juniorenturnier, die inoffiziellen Europameisterschaft in dieser Altersklasse, konnte sich Kreers Jahrgang im Frühjahr 1978 nach zwei 1:1-Unentschieden gegen Griechenland und dem darauffolgenden verlorenen Elfmeterschießen nicht qualifizieren.
Mit der Nachwuchsnationalmannschaft gewann er die Silbermedaille bei der U-21-Europameisterschaft. Im Wettbewerb 1978/80 verloren die ostdeutschen Fußballer erst im aus zwei Spielen (0:0, 0:1) bestehenden Finale gegen die sowjetischen Altersgenossen.
Mit der DDR-Olympiaauswahl qualifizierte sich Kreer im Frühjahr 1984 für das olympische Fußballturnier in Los Angeles. Der Leipziger und seine Teamkameraden konnten aufgrund des Boykotts der sozialistischen Länder aber an den Spielen in Kalifornien nicht teilnehmen.
Am 22. September 1982 absolvierte der Abwehrspieler beim 2:2 gegen die Bulgaren in Burgas sein erstes Länderspiel für die Nationalelf der DDR. Insgesamt bestritt Kreer zwischen September 1982 und November 1989 65 Länderspiele und erzielte dabei zwei Tore. Nur fünf Spieler in der ostdeutschen Fußballgeschichte wurden häufiger in der A-Nationalelf des DFV eingesetzt als der gebürtige Delitzscher.

## Weiterer Werdegang
Nach seiner Spielerkarriere arbeitete der zweifache Vater beim DFB an diversen Projekten im Bereich Nachwuchsförderung im Leipziger Raum mit. Er war nach der Profizeit auch als Automobilhändler in Torgau tätig. Für die Traditionsmannschaft des 1. FC Lok blieb er parallel zu seiner Tätigkeit im Autohaus noch bis zu seinem 60. Geburtstag am Ball.